# Bohuslav Martinů
Bohuslav Martinů, češki skladatelj, * 8. december 1890, Polička, Avstro-Ogrska, † 28. avgust 1959, Liestal, Švica.

## Življenje
Deloval je v Parizu, ZDA (Princeton), Pragi in Švici. V njegovih delih je čutiti češko ljudsko motiviko. Spisal je šest simfonij, petnajst oper (Komedija na mostu uprizorjena leta 1964 v Mariboru) in štirinajst baletov (v ljubljanski Operi uprizorjen Kdo je najmočnejši na svetu?).

## Opere (izbor)
- Vojak in plesalka (1927)
- Glas gozda (1935)
- Komedija na mostu (1935)
- Julija (1937)
- Poroka (tudi Ženitev) (1952)
- Mirandolina (1953)
- Grški pasijon (1957)
- Ariane (1958)